# Grid (Fernsehserie)
Grid (koreanischer Originaltitel: 그리드; RR: Geu-ri-deu) ist eine südkoreanische Serie, die von den Produktionsfirmen Ace Factory und Arc Media für die Walt Disney Company umgesetzt wurde. In Südkorea fand die Premiere der Serie am 16. Februar 2022 als Original durch Disney+ via Star statt. Im deutschsprachigen Raum erfolgte die Erstveröffentlichung der Serie am 7. September 2022 durch Disney+ via Star.

## Handlung
Einst schuf eine rätselhafte Geistergestalt das sogenannte „Grid“, ein weltumspannendes Schutznetz, welches die Menschheit vor ihrem Ende durch Sonnenwinde bewahrte. Die Gestalt verschwand daraufhin spurlos. Erst Jahre später taucht diese wieder auf und verhilft einem Mörder zur Flucht. Ihr erneutes Auftauchen sorgt derweilen für großen Wirbel und ruft verschiedene Gruppierungen auf den Plan, welche die Geistergestalt aus unterschiedlichen Gründen fangen möchten. Es beginnt eine wilde Verfolgungsjagd, welche auch die Aufarbeitung der mysteriösen Ereignisse umfasst. Denn schnell ergibt sich die Frage, mit welcher Motivation und Intention die Gestalt handelt. In den Augen einiger steht ihre einstige Tat, die Menschheit zu retten, im Widerspruch zu ihren Taten in der Gegenwart.

## Besetzung und Synchronisation
Die deutschsprachige Synchronisation entstand nach den Dialogbüchern von Falko Kretschmer und Alexej Ashkenazy, der auch die Dialogregie übernahm, durch die Synchronfirma Iyuno-SDI Group Germany in Berlin.

### Hauptdarsteller
| Rolle          | Schauspieler  | Synchronsprecher |
| -------------- | ------------- | ---------------- |
| Jung Sae-byeok | Kim Ah-jung   | Jessica Rust     |
| Kim Sae-ha     | Seo Kang-joon | Fabian Kluckert  |
| Song Eo-jin    | Kim Mu-yeol   | Andi Krösing     |
| Kim Ma-nok     | Kim Sung-kyun | Oliver Stritzel  |
| Geistergestalt | Lee Si-young  | Jodie Blank      |

### Nebendarsteller
| Rolle          | Schauspieler   | Synchronsprecher   |
| -------------- | -------------- | ------------------ |
| Choi Seon-wool | Jang So-yeon   | Bianca Krahl       |
| Chae Jong-yi   | Song Sang-eun  | Johanna Schmoll    |
| Jung Him-chan  | Cha Sun-woo    | Sebastian Kluckert |
| Jo Heung-sik   | Kim Hyung-mook | Sascha Krüger      |
| Kim Min-seon   | Gong Sang-ah   | Dina Hellwig       |

## Episodenliste
| Nr. | Deutscher Titel | Originaltitel | Erstveröffentlichung (Südkorea) | Deutschsprachige Erstveröffentlichung (D/A/CH) |
| --- | --------------- | ------------- | ------------------------------- | ---------------------------------------------- |
| 1   | Folge 1         | 제 1화        | 16. Feb. 2022                   | 7. Sep. 2022                                   |
| 2   | Folge 2         | 제 2화        | 23. Feb. 2022                   | 7. Sep. 2022                                   |
| 3   | Folge 3         | 제 3화        | 2. März 2022                    | 7. Sep. 2022                                   |
| 4   | Folge 4         | 제 4화        | 9. März 2022                    | 7. Sep. 2022                                   |
| 5   | Folge 5         | 제 5화        | 16. März 2022                   | 7. Sep. 2022                                   |
| 6   | Folge 6         | 제 6화        | 23. März 2022                   | 7. Sep. 2022                                   |
| 7   | Folge 7         | 제 7화        | 30. März 2022                   | 7. Sep. 2022                                   |
| 8   | Folge 8         | 제 8화        | 6. Apr. 2022                    | 7. Sep. 2022                                   |
| 9   | Folge 9         | 제 9화        | 13. Apr. 2022                   | 7. Sep. 2022                                   |
| 10  | Folge 10        | 제 10화       | 20. Apr. 2022                   | 7. Sep. 2022                                   |